# Arquelau I de Comana
Arquelau I (en llatí Archelaus en grec antic Ἀρχέλαος "Arkhélaos") fou rei del Pont i sacerdot de Comana. Era fill d'Arquelau, el famós general.
Arquelau va rebre de Gneu Pompeu (potser l'any 63 aC) el temple de Comana dedicat a la deessa Bel·lona i un terreny a tot el voltant de 60 estàdia, amb drets sobirans dins d'aquestos límits i reconegut amo de tots els esclaus del temple dins del territori de la ciutat de Comana però sense poder-los vendre, ja que estaven vinculats a la terra. Es creu que eren al tomb de sis mil.
El 56 aC Aulus Gabini, procònsol de Síria, va començar preparatius per una guerra contra els parts i Arquelau I li va oferir els seus serveis però no es va arribar a portar a terme, perquè es va casar amb Berenice (la germana gran de la futura Cleòpatra VII d'Egipte), filla de Ptolemeu XII Auletes que quan va ser enderrocat el va substituir Berenice en el tron. Aquesta es volia casar amb un príncep de sang reial i Arquelau va jugar bé, ja que va insinuar que era fill de Mitridates VI Eupator i no pas del general Arquelau. Estrabó diu que el senat romà no va permetre a Arquelau ajudar a Gabini en la guerra i llavors el rei-sacerdot va fugir d'amagat. Però Dió Cassi diu que Gabini va ser subornat per ajudar a Arquelau a obtenir la mà de Berenice i que Gabini al mateix temps era també subornat per Ptolemeu Auletes perquè el restaurés al tron. Gabini va complir la promesa feta a Ptolemeu i va anar amb un exèrcit a Egipte. Arquelau, rei durant sis mesos, va morir en la batalla i Gabini va restaurar a Auletes l'any 55 aC. La seva dona Berenice va ser executada per ordre del pare triomfant.
Marc Antoni va enterrar Arquelau, ja que tenia connexions amb la família per llaços d'hospitalitat i amistat.
Un fill que també es va dir Arquelau el va succeir com a rei-sacerdot els anys 55 a 31 aC.